# Dépôt légal en France
Pour un article plus général, voir Dépôt légal.
Le dépôt légal en France est l'obligation légale faite aux producteurs et diffuseurs de documents de les déposer auprès des organismes dépositaires, qui sont tenus de les conserver et de les signaler.

## Historique

### Ancien Régime

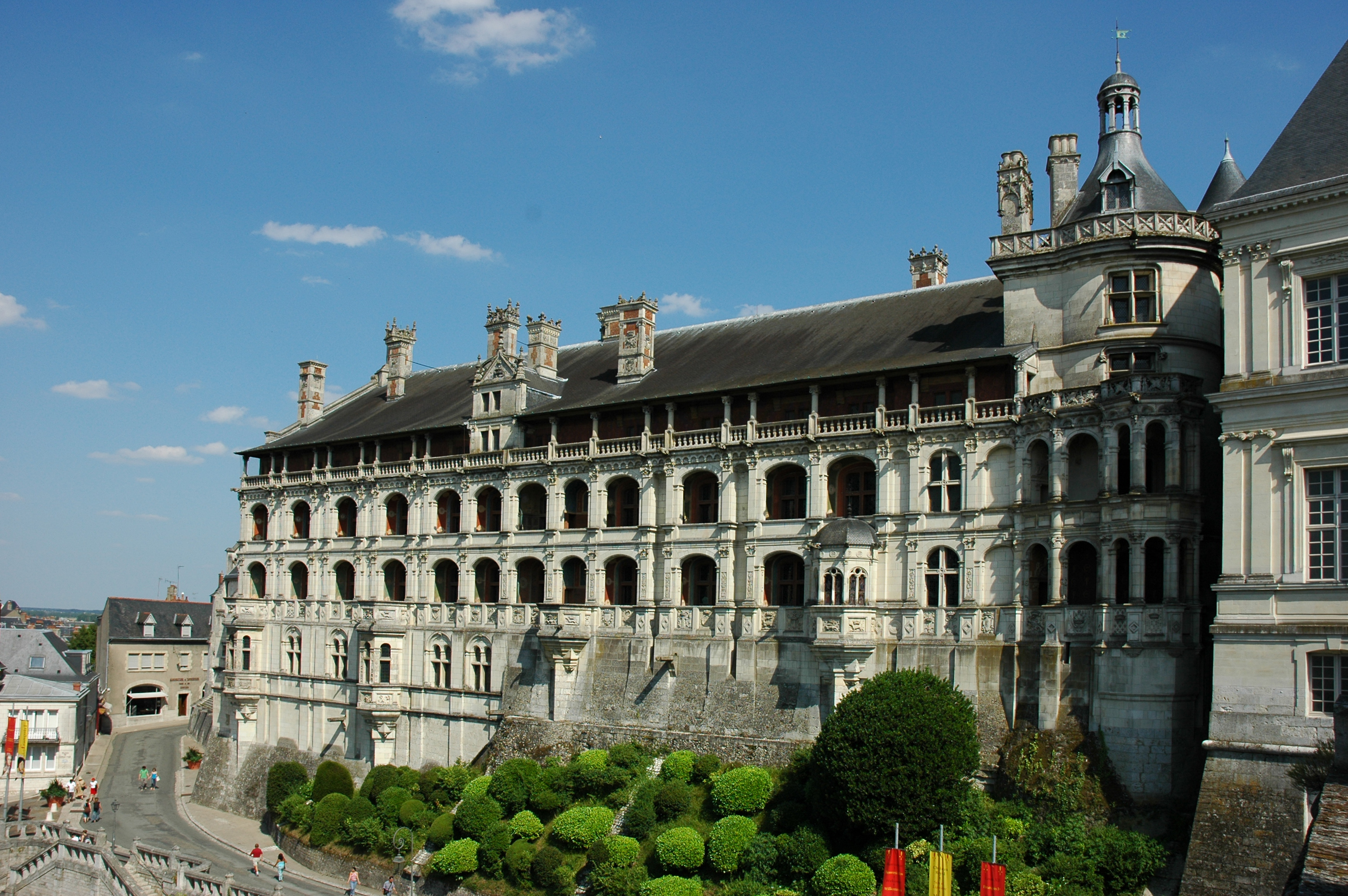
Le château de Blois a accueilli les premiers livres issus du dépôt légal.

Le dépôt légal a été instauré en France par l'ordonnance de Montpellier du 28 décembre 1537, :

« Nous avons délibéré de faire retirer, mettre et assembler en notre librairie toutes les œuvres dignes d'être vues qui ont été et seront faites, compilées, amplifiées, corrigées et amendées de notre temps, pour avoir recours auxdits livres si de fortune ils étaient cy-après perdus de la mémoire des hommes ou aucunement immués ou variés de leur vraie et première publication. »

Le dépôt devait être fait auprès de la Bibliothèque du Roi, alors au château de Blois, en un exemplaire jusqu'en 1617, deux ensuite. Au début du XVIIe siècle, les chambres syndicales de libraires demandent à bénéficier d'un dépôt systématique, ce qui est généralisé par l'édit de 1618. À partir de 1658, le Cabinet du Roi au Louvre, est destinataire d'un exemplaire de toute publication. En 1686, le Chancelier de France se voit attribuer un autre exemplaire.
Jusqu'en 1704, les dépôts devaient être effectués auprès des différentes institutions désignées successivement. En 1704, il est demandé aux imprimeurs et libraires de remettre les exemplaires à la Chambre syndicale des libraires de Paris, qui est chargée de les répartir entre les bénéficiaires. En même temps, la bibliothèque du Roi doit en recevoir au minimum trois à partir de 1704, le nombre exact variant en fonction du format. Le censeur royal est également désigné comme destinataire d'un exemplaire par le même édit, ainsi que le garde des sceaux à partir de 1785.
La réunion du Cabinet et de la Bibliothèque en 1720 ne conduit pas, malgré les réclamations des imprimeurs, à une réduction du nombre total qui est donc de trois pour la Bibliothèque à partir de cette date.
À partir du XVIIIe siècle, les inspecteurs de la librairie institués par le pouvoir royal, s'impliquent de plus en plus dans la collecte du dépôt légal. C'est seulement par le règlement de 1785 que leur rôle en la matière est officiellement reconnu car ils sont chargés d'attribuer aux bénéficiaires les exemplaires qui leur reviennent.
Les estampes ont aussi été réclamées, notamment après l'arrêt du Conseil du 17 mars 1672. La musique imprimée est demandée aussi, ce qui est rappelé dans l'arrêt du Conseil du 25 juin 1714. Le « règlement » de 1785 (arrêt du Conseil du 16 avril) donne la liste la plus longue des types de documents concernés.
Le dépôt aux XVIe et XVIIe siècles ne semble pas avoir été très suivi. Les réclamations se font plus nombreuses à partir de 1642. À partir de cette dates, plusieurs arrêts du Conseil ont ordonné le dépôt rétroactif des ouvrages qui ne l'avaient pas été.
La province était soumise au dépôt légal au même titre que Paris et, en théorie, dans les mêmes conditions. Les textes qui régissaient l'imprimerie localement prévoyaient d'ailleurs souvent une assimilation au fonctionnement du dépôt parisien, y compris le rôle d'intermédiaire joué par la chambre syndicale de Paris. Le dépôt était fait soit par la poste aux lettres, soit par un messager qui était rarement envoyé exprès pour exécuter cette obligation.

### Depuis la Révolution
Avec la Révolution et la Déclaration des droits de l'homme et du citoyen, le bureau de la librairie n'a plus lieu d'être et disparaît le 31 décembre 1790. Mais en fait le dépôt légal n'était plus respecté depuis le début de l'année 1790 et a donc été supprimé de facto.
Au moment de la Révolution, le dépôt légal est supprimé au nom de la liberté d'expression le 21 juillet 1790. Il est toutefois rétabli par la loi des 19 et 24 juillet 1793, qui prévoit un dépôt facultatif, mais nécessaire pour faire valoir la propriété littéraire. Il est réorganisé par le décret du 5 février 1810 et rendu à nouveau obligatoire, pour surveiller l’imprimerie. Une ordonnance de 1828 réduit le nombre d'exemplaires requis à deux, dont un est attribué à une autre bibliothèque, en général parisienne.
Le dépôt est étendu successivement à la lithographie en 1817 et à la photographie en 1851. La loi du 29 juillet 1881 fixe de nouvelles règles pour le dépôt légal.
Un changement important intervient avec la loi du 19 mai 1925, qui institue un double dépôt légal, pour les imprimeurs d’une part, les éditeurs d’autre part. Les éditeurs déposent à la Bibliothèque nationale, et les imprimeurs de province à la préfecture, qui se charge de les renvoyer à la Bibliothèque nationale, ce qui assure un contrôle croisé du dépôt. La loi du 21 juin 1943 transforme ce dépôt à la préfecture en un envoi à une bibliothèque (généralement une bibliothèque municipale classée) choisie en fonction du lieu d'impression, sauf pour la région parisienne où les déposants envoient les exemplaires de l'imprimeur à la BN.
Les lois du 17 septembre 1941 et du 21 juin 1943 élargissent encore le dépôt légal en rappelant l’obligation de déposer les photographies et en étendant le dépôt aux phonogrammes et au cinéma. Toutefois, les décrets d'application précisant les modalités de dépôt de ces deux types de documents ne seront pris que le 1er août 1963. Le dépôt légal a enfin été étendu au multimédia et à l’audiovisuel en 1975 et 1977.
Dans le cadre des réflexions sur la future Bibliothèque nationale de France, une loi est adoptée le 20 juin 1992 (loi no 92-546) qui rassemble les règles relatives au dépôt légal et l'étend aux logiciels et aux bases de données. Le décret d'application no 93-1429 du 31 décembre 1993 et divers arrêtés complètent ce dispositif législatif.
Deux changements interviennent en 2006. Le décret no 2006-696 du 13 juin 2006 réduit le dépôt éditeur des imprimés de 4 à 2 exemplaires et le dépôt imprimeur de 2 à 1. Ce même décret supprime le dépôt légal des livres auprès du ministère de l'Intérieur, en maintenant celui des périodiques. En août, la loi DADVSI apporte quelques modifications au code du patrimoine où les dispositions concernant le dépôt légal sont désormais codifiées. Le régime du dépôt des bases de données et logiciels est revu, tandis que le dépôt est étendu aux sites web :

« Les logiciels et les bases de données sont soumis à l'obligation de dépôt légal dès lors qu'ils sont mis à disposition d'un public par la diffusion d'un support matériel, quelle que soit la nature de ce support. Sont également soumis au dépôt légal les signes, signaux, écrits, images, sons ou messages de toute nature faisant l'objet d'une communication au public par voie électronique. »

— Code du patrimoine, art. L. 131-2
Depuis 2006, le dépôt légal concerne non seulement le livre et le périodique, mais aussi la gravure, la photographie, les films, la télévision, les disques audio et vidéo, les bases de données et logiciels, la production radiodiffusée et télédiffusée et l'internet.
Le dépôt légal des périodiques auprès du ministère de l'Intérieur a été supprimé à son tour en septembre 2010.
Le décret no 2015-318 du ministère de la Culture et de la Communication publié le 21 mars 2015 modifie le Code du patrimoine en réduisant de deux à un le nombre d'exemplaires à déposer au titre du dépôt légal éditeur pour les documents imprimés, graphiques et photographiques : livres, périodiques, documents cartographiques, imageries, partitions, photographies... Les documents sonores, vidéos, multimédias ainsi que les logiciels et bases de données continuent, quant à eux, d'être déposés en deux exemplaires à la BnF.

## Textes applicables
Le dépôt légal est actuellement régi par le titre III du livre Ier du code du patrimoine (partie législative, codifiée en 2004, et partie réglementaire, codifiée en 2011) et ses arrêtés d'application, publiés en 1995, 1997, 2006 et 2014.
L'article L. 131-1 du code du patrimoine définit ainsi le dépôt légal :

« Le dépôt légal est organisé en vue de permettre :

a) La collecte et la conservation des documents mentionnés à l'article L. 131-2 ;

b) La constitution et la diffusion de bibliographies nationales ; La consultation des documents mentionnés à l'article L. 131-2, sous réserve des secrets protégés par la loi, dans des conditions conformes à la législation sur la propriété intellectuelle et compatible avec leur conservation. »

— Code du patrimoine, art. L. 131-1
En Polynésie française, le dépôt légal fait l'objet du titre III du livre Ier du code du patrimoine de la Polynésie française, adopté par la loi du pays no 2018-32 du 23 août 2018 mais les textes d'application ne sont pas parus.

## Organismes attributaires

La Bibliothèque nationale de France, à Paris

Plusieurs « organismes dépositaires » sont chargés de la collecte, de la conservation et de la mise à disposition du dépôt légal.
Le plus important est la Bibliothèque nationale de France, qui reçoit un ou deux exemplaires de chacune des éditions publiées. La BnF est dépositaire pour les livres et périodiques, les partitions, les cartes et plans, les estampes, les enregistrements sonores, les vidéos, les documents multimédia et la majeure partie de l'Internet.
En ce qui concerne la télévision, la radio, et les sites Web qui concernent ces médias, le dépôt légal est géré par l'Institut national de l'audiovisuel. Les documents sont consultable à l'Inathèque, hébergée dans la bibliothèque François-Mitterrand, mais aussi sur des postes de consultation installés dans de grandes bibliothèques de province.
Le dépôt des films sur support photochimique a été confié au Centre national du cinéma et de l'image animée.
Pour les livres et périodiques imprimés, ainsi que pour certains documents « spécialisés », les imprimeurs sont également tenus de déposer un exemplaire de leurs impressions à la bibliothèque habilitée à recevoir le dépôt légal imprimeur dans leur région. La liste des bibliothèques attributaires est fixée par l'arrêté du 16 décembre 1996. Pour la métropole, il s'agit en général de la bibliothèque municipale du chef-lieu de région, telles qu'elles existaient jusqu'en 2015.

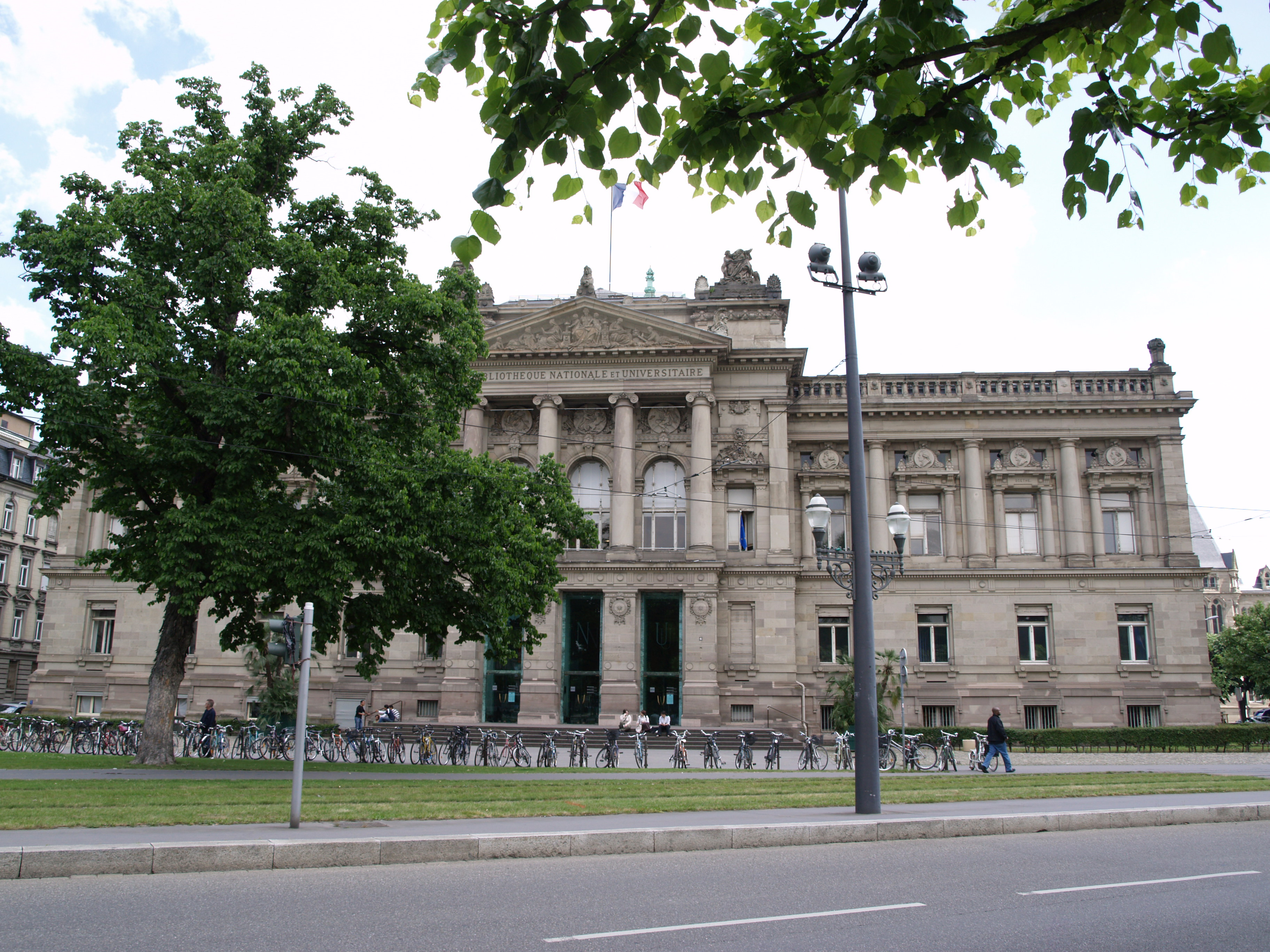
La Bibliothèque nationale et universitaire, pour le dépôt légal des documents imprimés en Alsace

| Région ou collectivité | Départements                                                                       | Bibliothèque attributaire                             |
| --- | ---------------------------------------------------------------------------------- | ----------------------------------------------------- |
| Métropole |                                                                                    |                                                       |
| Auvergne-Rhône-Alpes | Allier, Cantal, Haute-Loire, Puy-de-Dôme                                           | BIC de Clermont Auvergne Métropole                    |
| Auvergne-Rhône-Alpes | Ain, Ardèche, Drôme, Isère, Loire, Rhône + Métropole de Lyon, Savoie, Haute-Savoie | BMC de Lyon                                           |
| Bourgogne-Franche-Comté | Côte-d'Or, Nièvre, Saône-et-Loire, Yonne                                           | BMC de Dijon                                          |
| Bourgogne-Franche-Comté | Doubs, Jura, Haute-Saône, Territoire de Belfort                                    | BMC de Besançon                                       |
| Bretagne | Tous                                                                               | Bibliothèque de Rennes Métropole (Les Champs Libres)  |
| Centre-Val de Loire | Tous                                                                               | BMC d'Orléans                                         |
| Collectivité de Corse | Tous                                                                               | Bibliothèque départementale de Haute-Corse            |
| Grand Est | Bas-Rhin, Haut-Rhin                                                                | Bibliothèque nationale et universitaire de Strasbourg |
| Grand Est | Ardennes, Aube, Marne, Haute-Marne                                                 | BMC de Châlons-en-Champagne                           |
| Grand Est | Meurthe-et-Moselle, Meuse, Moselle, Vosges                                         | Bibliothèque-Médiathèque de Nancy                     |
| Hauts-de-France | Nord, Pas-de-Calais                                                                | BMC de Lille                                          |
| Hauts-de-France | Aisne, Oise, Somme                                                                 | Bibliothèques d'Amiens Métropole                      |
| Île-de-France | Tous                                                                               | Bibliothèque nationale de France (*)                  |
| Normandie | Calvados, Manche, Orne                                                             | BiC de Caen la Mer                                    |
| Normandie | Eure, Seine-Maritime                                                               | BMC de Rouen                                          |
| Nouvelle-Aquitaine | Dordogne, Gironde, Landes, Lot-et-Garonne, Pyrénées-Atlantiques                    | Bibliothèque municipale de Bordeaux                   |
| Nouvelle-Aquitaine | Corrèze, Creuse, Haute-Vienne                                                      | BMC de Limoges                                        |
| Nouvelle-Aquitaine | Charente, Charente-Maritime, Deux-Sèvres, Vienne                                   | BIC de Poitiers                                       |
| Occitanie | Aude, Gard, Hérault, Lozère, Pyrénées-Orientales                                   | BIC de Montpellier Méditerranée Métropole             |
| Occitanie | Ariège, Aveyron, Haute-Garonne, Gers, Lot, Hautes-Pyrénées, Tarn, Tarn-et-Garonne  | BMC de Toulouse                                       |
| Pays de la Loire | Tous                                                                               | Bibliothèque municipale d'Angers (**)                 |
| Provence-Alpes-Côte d'Azur | Tous                                                                               | BMC de Marseille                                      |
| France d'outre-mer |                                                                                    |                                                       |
| Guadeloupe Saint-Martin Saint-Barthélemy | Guadeloupe Saint-Martin Saint-Barthélemy                                           | Archives départementales de la Guadeloupe             |
| Guyane | Guyane                                                                             | Archives départementales de la Guyane                 |
| Mayotte | Mayotte                                                                            | Bibliothèque départementale de Mayotte                |
| Martinique | Martinique                                                                         | Archives départementales de la Martinique             |
| Nouvelle-Calédonie Îles Wallis-et-Futuna | Nouvelle-Calédonie Îles Wallis-et-Futuna                                           | Bibliothèque Bernheim (Nouméa)                        |
| Polynésie française | Polynésie française                                                                | Archives territoriales de la Polynésie française      |
| Réunion | Réunion                                                                            | Bibliothèque départementale de La Réunion             |
| Saint-Pierre-et-Miquelon | Saint-Pierre-et-Miquelon                                                           | Bibliothèque municipale de Saint-Pierre               |
| (*) Dans ce cas, la Bibliothèque nationale de France reçoit donc à la fois les exemplaires de l'éditeur et celui de l'imprimeur. (**) C'est bien Angers qui reçoit le dépôt légal imprimeur, bien que Nantes soit le chef-lieu de région. |                                                                                    |                                                       |